# AsapScience
AsapScience (Eigenschreibweise AsapSCIENCE) ist ein von den Kanadiern Gregory Brown und Mitchell Moffit gegründeter YouTube-Kanal, auf dem monatlich wissenschaftliche Videos veröffentlicht werden.
Moffit und Brown sind auch Besitzer eines Zweitkanals, Greg and Mitch (früher AsapTHOUGHT), auf dem vor allem nicht-wissenschaftliche Videos hochgeladen werden.

## Gründer
- Mitchell Moffit, geboren am 27. März 1988
- Gregory Brown, geboren am 25. September 1988

Mitchell Moffit und Gregory Brown sind ein offen schwules Paar. Kennengelernt haben sie sich an der Universität, an der beide Biologie studierten. Ihr Outing erfolgte online gleichzeitig mit der Bekanntgabe ihrer Beziehung 2014, zwei Jahre nachdem der Kanal eröffnet wurde, als Antwort auf homophobe Kommentare mit dem Ziel, ein sichtbares Vorbild für junge, schwule und lesbische, an Wissenschaft interessierte Leute zu sein.

## Kanal
AsapScience behandelt vorrangig wissenschaftliche Themen. Viele Videos behandeln dabei die Funktionen des menschlichen Körpers und Fragen wie „How Much Sleep Do You Actually Need?“ („Wie viel Schlaf benötigst du überhaupt?“). Unter anderem schreiben sie selbst Songs wie "Science Love Song" oder "Periodic Table Song".
Das meistgesehene Video des Kanals, Do you hear "Yanny" or "Laurel"? (SOLVED WITH SCIENCE), erklärt eine bekannte akustische Täuschung und hat mit Stand Dezember 2023 über 65 Mio. Aufrufe. Es folgt der Periodic Table Song mit insgesamt über 50 Millionen Aufrufen, in dem das chemische Periodensystem mit der Melodie von Offenbachs Cancan gesungen wird. Diese und andere Videos wurden unter anderem auf Webseiten wie The Huffington Post, Gizmodo und VirtualDr vorgestellt.
Moffit und Brown veröffentlichten im März 2015 ihr erstes Buch AsapSCIENCE: Answers to the World's Weirdest Questions, Most Persistens Rumors, and Unexplained Phenomena.

### Videoformat
Mitchell Moffits und Gregory Browns Videos haben meistens das gleiche Format. Sie verwenden eine Stimme aus dem Off während auf einem Whiteboard Zeichnungen angefertigt werden, die das Gesagte unterstützen sollen. In einem Behind-the-Scenes-Video gaben sie bekannt, dass Moffit für die Erzählerstimme und die Musik zuständig ist und Brown den Hauptillustrator darstellt.

## Kooperationen
AsapScience kooperierte bei 4 Videos mit Vsauce3
- The Scientific Secret of Strength and Muscle Growth
- What if Superman Punched You?
- Can We Genetically Improve Intelligence?
- Can You Genetically Enhance Yourself?

Unter anderem arbeiteten sie mit Bill Nye bei dem Video Could We Stop An Asteroid? zusammen, wo verschiedene Wege behandelt wurden, wie die Menschheit einen Asteroiden stoppen könnte, wenn eine Kollision mit der Erde drohen würde.
Am 2. Februar 2014 hat AsapScience verkündet, dass sie in Kooperation mit CBC News 19 Tage lang jeden Tag ein Video mit dem Thema Sport drehen, beginnend am 6. Februar 2014.
Sie waren auch im Dezember 2017 bei Rhett and Link's YouTube-Kanal Good Mythical Morning auf.

## Kontroversität
Am 26. März 2017 veröffentlichte AsapScience ein Video über die Existenz Gottes und ob sie durch die Mathematik bewiesen oder widerlegt werden könne. Das Video heißt Can Math Prove God's Existence? und ist bisher das Video mit den meisten Dislikes (Stand: August 2022). Der italienische Kanal Canale Test, veröffentlichte eine Parodie des Videos, die über 50.000 Aufrufe erreicht hat, da AsapScience "ungerechtfertigte Statements und eine unlogische Denkweise" verwendete.

## Andere Arbeiten
Im Februar 2016 wurde Mitchell Moffit als einer von 16 Hausgästen bei Big Brother Canada 4 angekündigt. Er erreichte den elften Platz und wurde am 42. Tag mit einem Ergebnis von 5:3 gewählt. Mitchell Moffit war das erste Mitglied der Jury.